# René Lévesque (série télévisée, 1994)
Pour les articles homonymes, voir René Lévesque (homonymie) et Lévesque.
René Lévesque est une série télévisée québécoise en huit épisodes de 48 minutes écrite par Clément Perron, réalisée par Roger Cardinal, et diffusée entre le 8 mars et le 26 avril 1994 sur le réseau TVA.

## Synopsis
Cette série relatant la vie de la jeunesse du journaliste, René Lévesque.

## Fiche technique
- Scénariste : Clément Perron
- Réalisation : Roger Cardinal
- Société de production : Communications Claude Héroux International

## Distribution
- Denis Bouchard : René Lévesque
- Michèle Sirois : Corinne Côté-Lévesque
- Pierre Chagnon : Jean Lesage
- Raymond Bouchard : Jacques Parizeau
- Michèle Deslauriers : Judith Jasmin
- Marie-Renée Patry : Lise Payette
- Michel Daigle : Jean Garon
- Mario Bélanger : Claude Charron
- Jean L'Italien : Pierre Elliott Trudeau
- François Désalliers : Robert Bourassa
- Marcel Leboeuf : Dominique Lévesque
- Linda Sorgini : Diane Lévesque
- Luc-Martial Dagenais : père Mayer
- Joël Denis : père Hamel
- Claude Lemieux : père Latour
- François Longpré : Robert Cliche
- Emmanuel Charest : Jean Marchand
- Michel Thériault : Doris Lussier
- Véronique Aubut : Mme Deslandes
- Isabelle Ouimet : Louise L'Heureux-Lévesque
- Cédric Noël : Georges Varin
- Gary Boudreault : René Garneau
- Alain Olivier Lapointe : Gérard Pelletier
- Claude Poissant : Claude Sylvestre
- Stéphane Lestage : Jean Rougeau
- Benoît Graton : Michel Bélanger
- Gilles Cloutier : Paul Desrochers
- Jean Lafontaine : Marc Brière
- Louis-Georges Girard : Yves Michaud
- Stéphan Côté : Jean-Roch Boivin
- Robert-Pierre Côté : Pierre Bourgault
- David Francis : Eric Kierans
- Jean Chevalier : Michel Carpentier
- Robert Lavoie : Camille Laurin
- Jacques Girard : Marcel Léger
- Han Masson : Gratia O'Leary
- Reynald Bouchard : Louis Bernard
- Anouk Simard : Alice Lévesque
- Robert du Parc : Claude Morin
- Sylvie Potvin : Loraine Lagacé
- Steve St-Sauveur : René Lévesque, enfant
- Maxime Collin : René Lévesque, adolescent
- Dominique Séguin : Claude Bouchard
- Raymond Arpin : journaliste de Radio-Canada
- Cécile Clermont : Manon
- Claudia Cardinal : Jacqueline Trudel
- Élise Guilbault : maîtresse de Lévesque
- Sylvie-Catherine Beaudoin : secrétaire du personnel
- Claude Préfontaine : chef du personnel
- René Gagnon : Cadre
- Richard Niquette : homme d'affaires
- Jean Lapointe : clochard
- Dominique Leduc : collaboratrice de René
- Jacques L'Heureux : journaliste
- Jennifer-Karine Boivin : Mariette
- Vanya Rose : Bernice
- Françoise Graton : grand-mère de Lévesque
- Jacques Fauteux : juge
- Julie La Rochelle : Danielle J
- Jacques-Henri Gagnon : député de D'Arcy Mcgee
- Jean Harvey : Bernard Landry
- Michel Albert : journaliste
- Steve Banner : sergent de patrouille
- André Matteau : ministre du cabinet privé
- Yves Bélanger (d) : agent de la Sûreté
- Jean Deschênes : Jean Duceppe

## Épisodes
1. 1er épisode (1926-1936)
2. 2e épisode (1943-1945)
3. 3e épisode (1946-1959)
4. 4e épisode (1960-1965)
5. 5e épisode (1967-1970)
6. 6e épisode (1973-1976)
7. 7e épisode (1976-1980)
8. 8e épisode (1981-1987)

## Commentaires
Deux projets biographiques ont été présentés presque simultanément à Téléfilm Canada afin d'obtenir un financement. Celui de Claude Fournier et Radio-Canada a été appuyé par Corinne Côté-Lévesque, la veuve de René, qui s'en est détaché afin d'appuyer celui de Claude Héroux et TVA. Téléfilm Canada a choisi celui de Claude Héroux.
La série a reçu un accueil assez critique.